# Maurer-Union

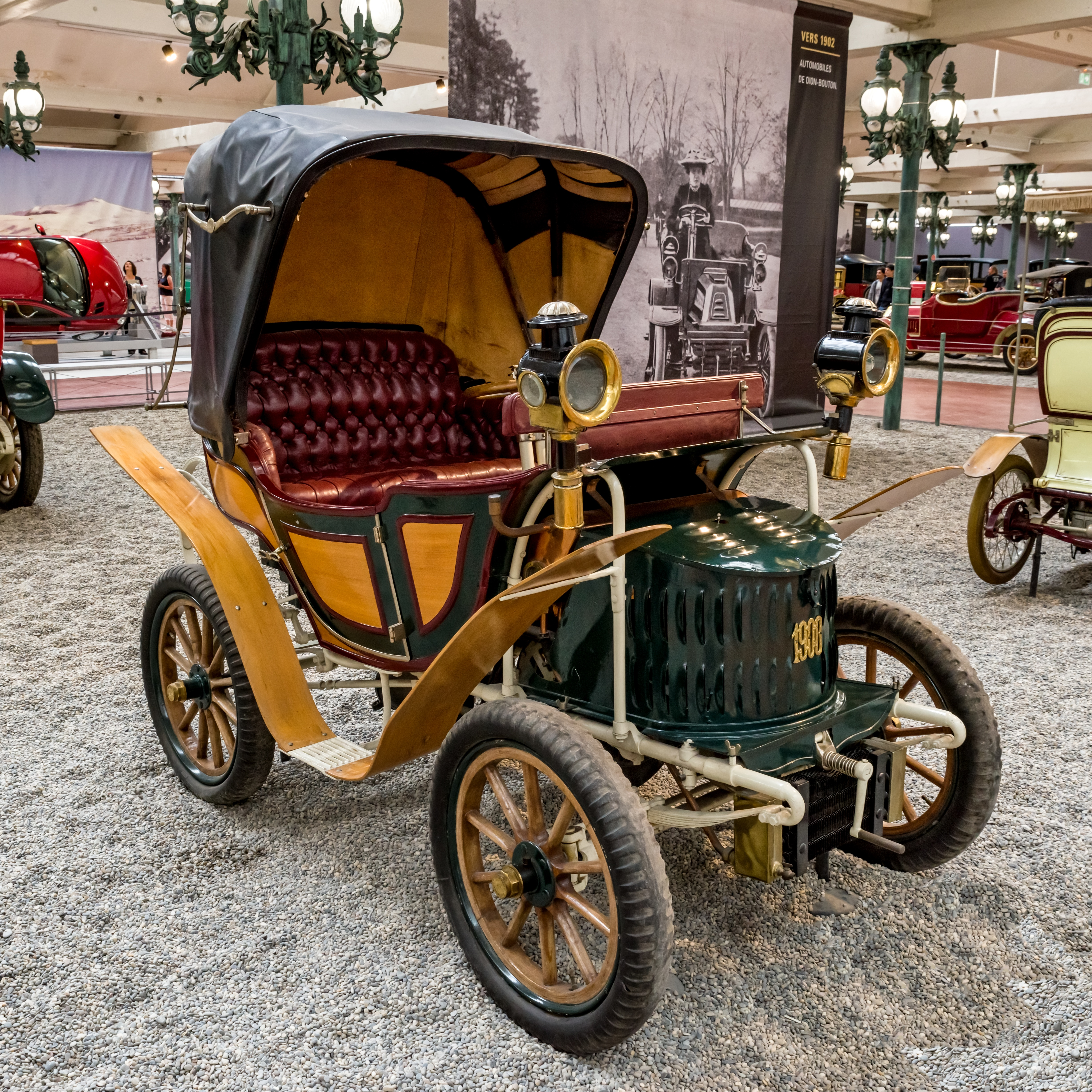
Maurer-Union von 1900

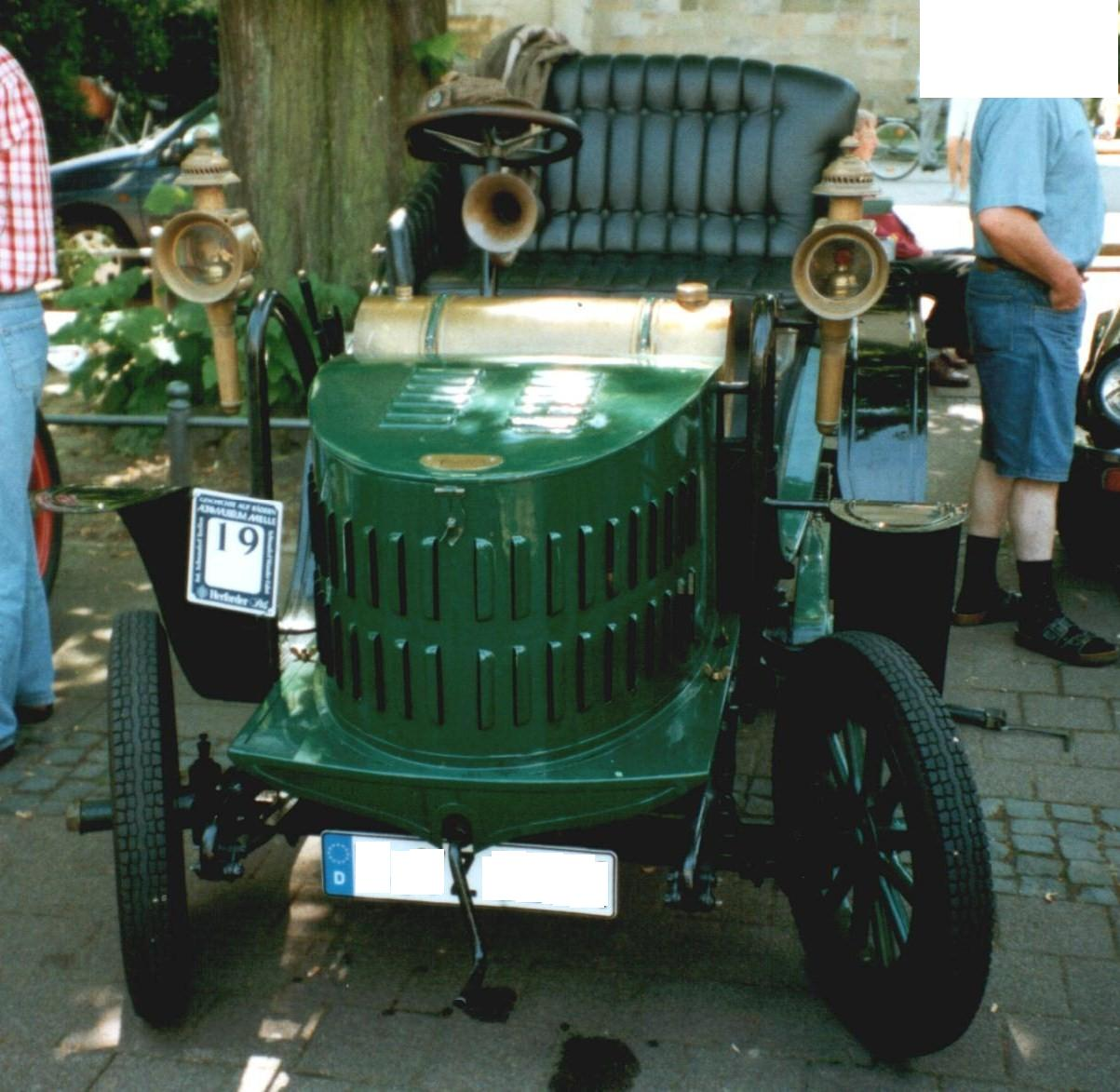
Maurer-Union von 1902

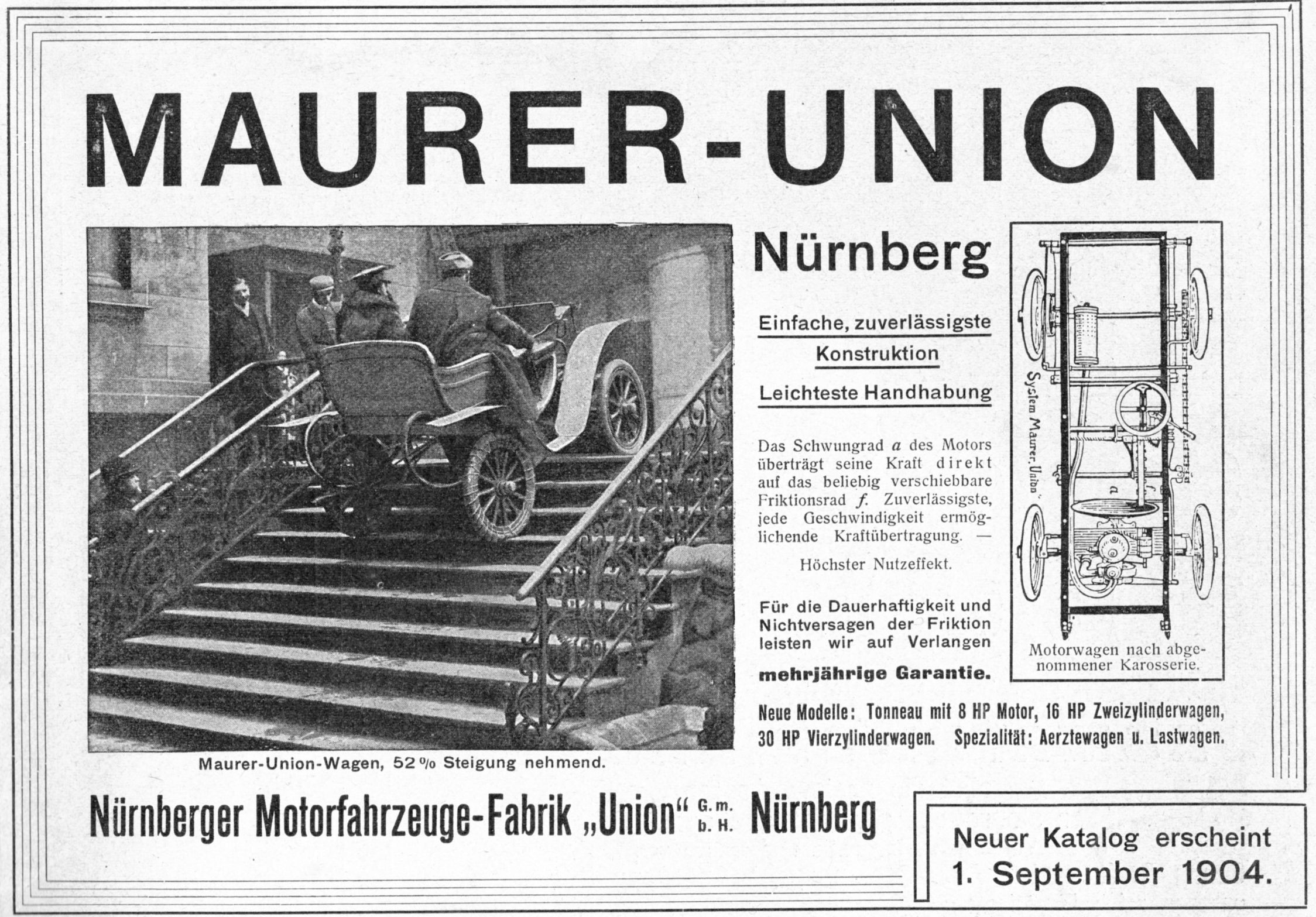
Anzeige aus dem Jahr 1904

Maurer-Union war ein Unternehmen der Automobilindustrie in Nürnberg.

## Unternehmensgeschichte
Ludwig Maurer begann 1898 mit der Entwicklung eines Automobils, die 1899 abgeschlossen war. Am 14. August 1899 erhielt er eine Gewerbeanmeldung, die auf 1898 zurückdatiert wurde, da der Beginn der Fahrzeugentwicklung mit dem Beginn der Selbstständigkeit gleichzusetzen sei.
Mangels ausreichender Geldmittel benötigte er finanzielle Hilfe für eine Serienproduktion. Am 31. Mai 1900 ging sein Unternehmen in Nürnberger Motorfahrzeugfabrik Siebe, Kotschenreuther und Co. über. Am 31. Oktober 1900 erfolgte die Umwandlung in Nürmberger Motorfahrzeugfabrik Union, System Maurer, GmbH, als weitere Finanzleute eintraten. Das Stammkapital betrug anfangs 31.400 Mark. Erhöhungen um 70.000 in 1900, 50.000 in 1901, 30.000 und 98.600 in 1902, 50.000 in 1903, 70.000 in 1904 und 50.000 in 1907 führten zu 450.000 Mark Stammkapital. 1906 waren mehr als 400 Mitarbeiter beschäftigt. Sie fertigten im Jahr 350 Fahrzeuge.
Auf der Gesellschaftsversammlung vom 20. Januar 1908 wurde beschlossen, Ludwig Maurer von seinem Posten als Geschäftsführer zu entheben, der daraufhin das Unternehmen verließ und in die neu gegründete Automobil-Fabrik Johanna Maurer seiner Frau wechselte. Am 1. Juli 1908 wurde aus der GmbH die Automobilwerke Union, AG. Sie hatte 400.000 Mark Stammkapital.
Am 20. Mai 1910 wurde der Betrieb durch die Justus Christian Braun Premier-Werke fortgeführt und bis zum 21. Januar 1911 aufrechterhalten. Auf der Generalversammlung am 29. März 1911 wurde die Auflösung beschlossen und das Unternehmen liquidiert.

## Fahrzeuge
Im Angebot standen Personenkraftwagen, Lastkraftwagen und Omnibusse, die als Maurer-Union vermarktet wurden. Besonderheit war ein stufenloses Planscheiben-Reibradgetriebes, das auch als „Friktionsgetriebe“ bezeichnet wurde.
Zum Einsatz kamen verschiedene Ein-, Zwei-, Vier- und Sechszylindermotoren. Im Folgenden die von Maurer selbst hergestellten Motoren:
| Zylinder | Bohrung (mm) | Hub (mm) | Hubraum (cm³) | Motorleistung (PS) | Umdrehungen in der Minute |
| -------- | ------------ | -------- | ------------- | ------------------ | ------------------------- |
| 1        | 110          | 120      | 1140          | 4                  | 150–500                   |
| 1        | 110          | 120      | 1140          | 5/6                | 150–600                   |
| 1        | 120          | 130      | 1470          | 6                  | 200–700                   |
| 1        | 140          | 150      | 2309          | 7                  | 150–800                   |
| 1        | 90           | 120      | 763           | 6/8                | 150–600                   |
| 1        | 140          | 150      | 2309          | 8/10               | 150–700                   |
| 1        | 140          | 150      | 2309          | 12                 | 150–900                   |
| 2        | 90           | 120      | 1527          | 10                 | 200–900                   |
| 2        | 140          | 150      | 4618          | 10                 | 200–1000                  |
| 2        | 120          | 130      | 2941          | 9/12               | 200–1000                  |
| 4        | 140          | 150      | 9236          | 16                 |                           |

Die Lkw mit Einzylindermotoren hatten beim Motor mit 4/6 PS zwischen 500 und 600 kg Nutzlast, die mit 7/8 PS zwischen 1500 und 1750 kg Nutzlast und die mit 10 PS zwischen 2000 und 2500 kg Nutzlast.